# Atom Heart Mother
Atom Heart Mother este un album de studio al trupei Pink Floyd, lansat în 1970 de Harvest și EMI Records în Regatul Unit și de Harvest și Capitol în Statele Unite. A fost înregistrat la studiourile Abbey Road, Londra, Anglia și a atins locul 1 în Regatul Unit și locul 55 în Statele Unite, unde a fost creditat și cu discul de aur în martie 1994. O variantă reeditată a albumului pe CD a fost lansată în 1994 în Marea Britanie și în 1995 în SUA.

## Lista pieselor
1. "Atom Heart Mother" (David Gilmour, Nick Mason, Roger Waters, Richard Wright, Ron Geesin) (23:44)
2. "If" (Waters) (4:31)
3. "Summer '68" (Wright) (5:29)
4. "Fat Old Sun" (Gilmour) (5:24)
5. "Alan's Psychedelic Breakfast" (Gilmour, Waters, Wright, Mason) (13:42)

## Componență
- David Gilmour - chitare, chitară bas, baterie și voce pe "Fat Old Sun"
- Nick Mason - tobe, percuție
- Roger Waters - chitară bas, chitară acustică pe "If", voce pe "If"
- Richard Wright - claviaturi, pian, orchestrație, voce pe "Summer '68"